# Kärnskogsmossen
Kärnskogsmossen är ett naturreservat ligger i Motala kommun i Östergötlands län. Här finns vidsträckta myrmarker med ett rikt fågelliv. En fin vandringsled med träspänger finns i området så att man lätt kan ta sig ut på mossarna utan att bli blöt om fötterna. På vintern är det en upplevelse att åka skidor på mossen. Annars är Kärnskogsmossen mest känt för orrspelen. För att få uppleva när orrarna spelar ska man ta sig till Kärnskogsmossen en tidig morgon i april. Är man morgontrött kan man komma dit kvällen innan och sova i stugan som finns på "Bergön" som ligger helt nära reservatets parkeringsplats. I reservatet finns också en grillplats och ett dass. Det finns en särskild parkering för personer med rörelsehinder. Dasset samt första sträckan av vandringsleden (600 m) är även tillgängligt med rullstol.
Naturreservatet förvaltas av Länsstyrelsen i Östergötlands län.